# François de Cerf
François Charles de Cerf werd gedoopt op 29 oktober 1607 te Ieper en overleed op 8 oktober 1683 te Vlamertinge. Hij was heer van Vlamertinge en volgde daarmee zij vader Jan de Cerf op. François de Cerf was kapitein van de infanterie en bourgeois van Ieper. Hij trouwde in Mechelen op 19 januari 1654 met Christine Immeloot.